# 旧金山—奥克兰海湾大桥半美元
旧金山—奥克兰海湾大桥半美元（英語：San Francisco–Oakland Bay Bridge half dollar）又称海湾大桥半美元（Bay Bridge half dollar），是美国铸币局1936年铸造的50美分纪念币，旨在庆祝旧金山-奥克兰海湾大桥在这年十一月建成通车。硬币由雅克·施尼尔设计，正面刻有象征加利福尼亚州的灰熊，背面是旧金山-奥克兰海湾大桥，并有旧金山渡轮大厦做为前景。
1936年美国发行的纪念币种类繁多，递交国会建议为海湾大桥落成发行纪念币的法案就有两份，一份专为海湾大桥，另一份还加入当时一同在建的金门大桥，最终前者顺利通过，再经富兰克林·德拉诺·罗斯福总统签字成为法律正式生效。经过多次修改，施尼尔的设计获美国美术委员会认可，纪念币全部在旧金山铸币局生产。
这款半美元的销售形式除传统的邮购和银行发售外，还有海湾大桥附近设立的摊位，海湾大桥半美元由此成为史上首款买家可以无需下车直接在路上购买的纪念币。1937年2月发售截止时，生产的十万枚半美元共售出七万多，剩下的退回铸币局熔毁。如今这款纪念币视成色而定，价值在数百美元不等。

## 背景
旧金山-奥克兰海湾大桥于1936年落成，人们终于可以直接驾车往返旧金山和奥克兰。虽然1851年起旧金山湾就有轮渡服务，但桥梁对车主而言无疑方便得多。建桥连接两地的呼声早在19世纪70年代便已涌现，但一直因政治、工程及财政等方面原因——桥梁长度超过13公里，海湾内风大水急，而且缺乏建桥所需的基石——未能落实。直至20世纪30年代，出身加利福尼亚州的赫伯特·胡佛总统大力支持旧金山湾建桥，复兴银行公司（Reconstruction Finance Corporation）同意购买以建成后所收通行费担保的建设债卷，这座当时全世界最大并且耗费最多的桥梁才得以面世。
1954年前，美国纪念币都是由政府以面值卖给国会授权的某个组织，这些组织再加价向公众转售，此后新币就进入二级市场继续流通。1936年初，所有早期纪念币的售价都已超过发行价。公众只需购买并持有纪念币就能轻松等待升值赚取利润，许多人因此开始收集硬币，并且尽量买到新发行的币种。受此影响，美国纪念币市场这年呈现井喷，国会共授权发行十五款之多，不仅史无前例，而且纪录至今未破。国会还应发行团体要求重新授权多款过去发行的币种，例如早在1926年面世的奥勒冈小径纪念半美元。大量纪念币的发行也带来负作用，托马斯·加奇·梅利什（Thomas G. Melish）推动发行并销售的辛辛那提音乐中心半美元所纪念的周年活动根本不存在，还有部分发行商滥用发行和溢价权，引起收藏爱好者强烈不满。
面对市场乱象，国会从1936年中期开始采取行动，在纪念币授权法案中加入保护消费者利益的条款，如新授权发行的纪念币只能在一家铸币局生产，不能再像过去一样在全部三家铸币局打造，防止收藏爱好者为集齐套装被迫购买三枚仅有铸币标记不同的硬币（各铸币局会在硬币上采用不同的铸币标记）。海湾大桥半美元的授权法案中就有这项规定，还要求销售获利用于庆典活动。与其他大部分美国早期纪念币用于周年纪念不同，发行旧金山－奥克兰海湾大桥半美元的目的和巴拿马－太平洋纪念币一样，是为了庆祝当时的工程成就。

## 立法

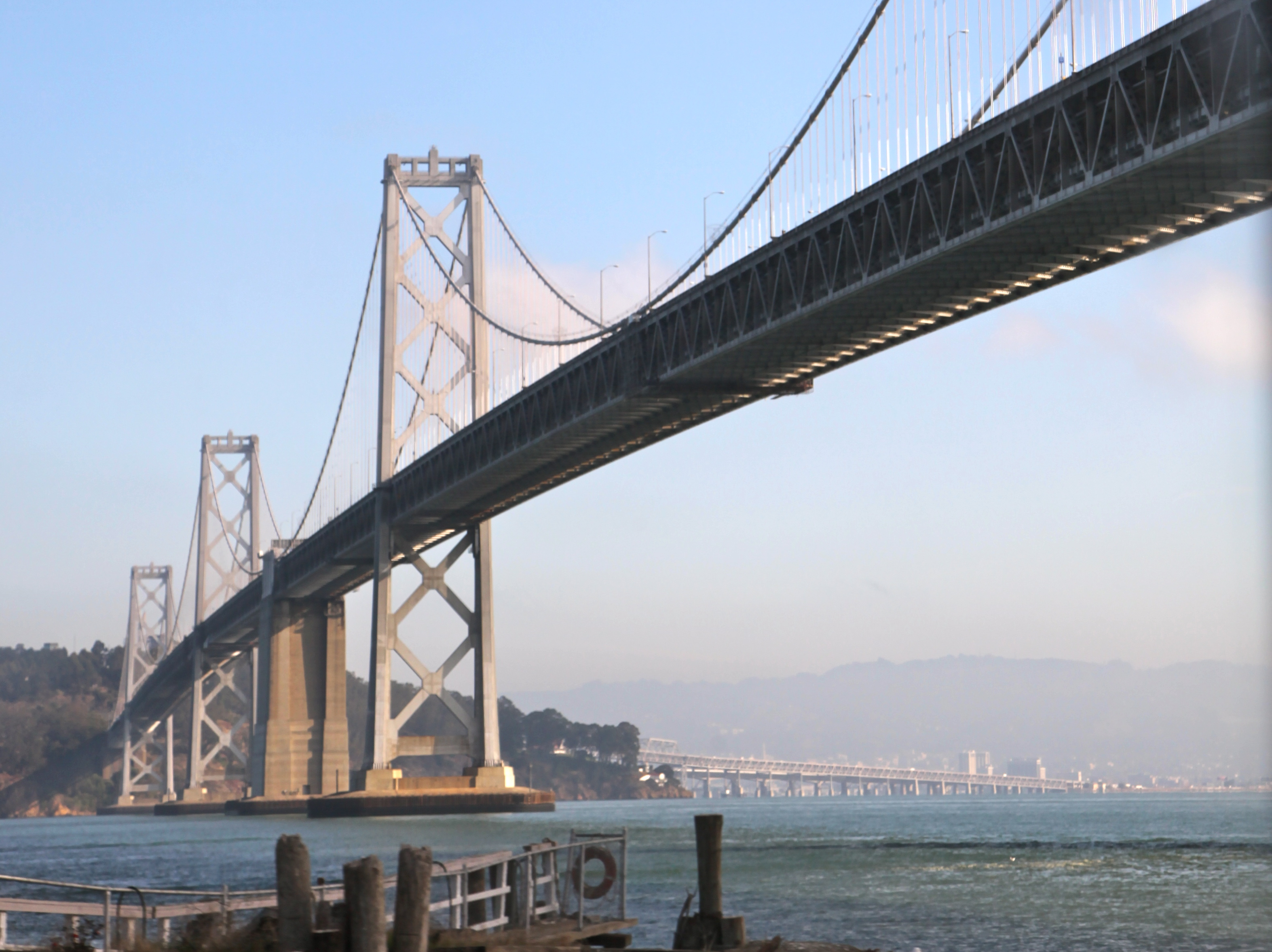
旧金山－奥克兰海湾大桥和耶尔巴布埃纳岛

1936年4月10日，加利福尼亚州联邦参议员海勒姆·约翰逊向参议院递交法案，建议发行半美元纪念币，庆祝海湾大桥落成。不过参议院当天正忙于审理佛罗里达州联邦法官霍尔斯特德·洛克伍德·里特（Halsted L. Ritter）弹劾案，没有马上把约翰逊的法案转交银行和货币委员会审核。银行和货币委员会审核法案后向参议院回报，建议通过法案，同时提议将今后所有硬币（包括再度授权的币种）的最小发行量从五千提高到2.5万。1936年6月1日，参议院审议的纪念币法案有六项，其中有包括海湾大桥半美元在内的四项通过，没有议员提问或反对，另外两项延后再议。
1936年4月21日，加利福尼亚州联邦众议员阿尔伯特·爱德华·卡特（Albert E. Carter）向众议院递交法案，建议发行纪念币庆祝旧金山湾区新桥落成（包括金门大桥和海湾大桥），法案随后转交铸币和度量衡委员会审议。4月23日，密苏里州议员约翰·约瑟夫·科克伦（John J. Cochran）回报众议院建议通过法案。1936年5月27日，科克伦提请众议院审议法案。宾夕法尼亚州共和党议员罗伯特·弗莱明·里奇（Robert F. Rich）表示，这已经是今年（众议院）审核的第35部铸币法案，不如“咱们在这款硬币一面刻上民主党全国委员会委员法利先生的头像，另一面刻上纽约市（民主党）委员会委员法利先生（同一人）的头像，这样不管你怎么抛，硬币上永远都是法利先生。”不过里奇没有投票反对，也没有其他议员提问，法案顺利通过。
6月18日，科克伦告知众议院，两院已各自通过不同法案授权发行纪念币庆祝湾区新桥落成，建议众议院审议参议院通过的版本。最终众议院通过参议院法案，没有议员提问，原本众议院通过的法案搁置。1936年6月26日，经富兰克林·德拉诺·罗斯福总统签字，授权发行二十万枚半美元纪念币庆祝海湾大桥建成的法案成为法律正式生效。此外，国会还曾审核建议发行纪念币庆祝金门大桥落成的法案，但最终没有通过。

## 准备

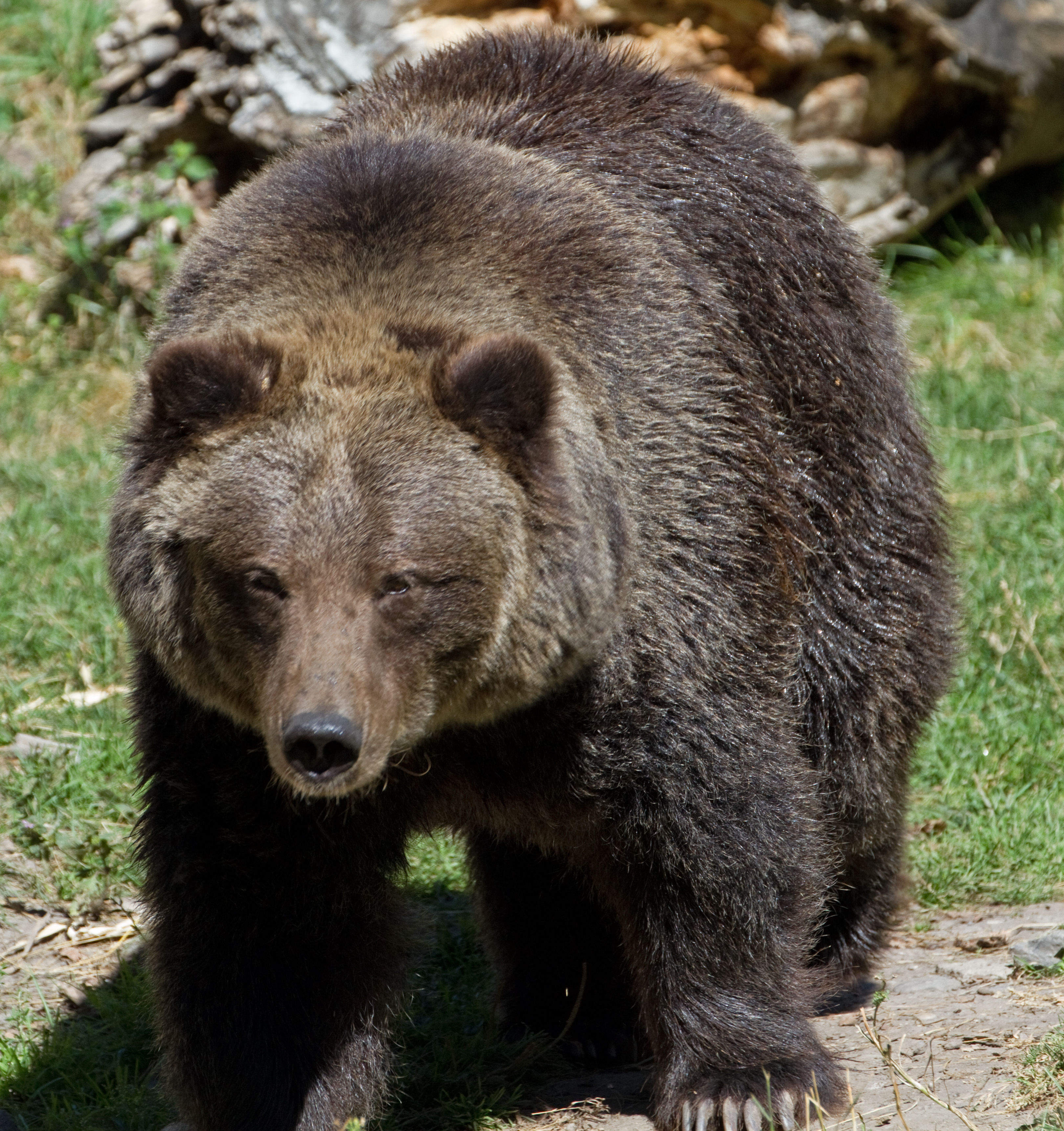
灰熊

据钱币学作家唐·塔克西（Don Taxay）推测，罗斯福总统签署法案后，海湾大桥半美元的前期准备工作应该很快就开始了。1936年7月20日，旧金山市民庆典委员会主席弗兰克·罗伯茨·黑文纳（Franck R. Havenner）致信美国铸币局助理局长玛丽·玛格丽特·奥赖利，询问新币设计和投产的程序问题，同时附上纪念币设计师雅克·施尼尔（Jacques Schnier）的资料和入选设计方案的照片。奥赖利将信转交美国美术委员会，根据沃伦·盖玛利尔·哈定总统1921年签署的行政命令，该组织负责为包括硬币在内的各种公共美术品提供设计建议。7月31日，美术委员会主席查尔斯·摩尔（Charles Moore）给黑文纳去信转述委员会委员、雕塑家李·劳列（Lee Lawrie）的建议：把设计方案中的字母加大。
设计师完成纪念币的石膏模型后，美术委员会于9月15日会晤，根据模型照片审核设计方案。摩尔在写给奥赖利的信中表示，灰熊的鼻子应该不是这个样子，并附上照片供施尼尔修改设计时参考。原有设计方案将格言（“合众为一”）和（“我们信仰上帝”）分别放在灰熊左右两侧，但美术委员会委员约翰·豪威尔斯（John M. Howells）认为右侧的位置不合适。接下来各方经过多次信件往来依然未能确定到底应该把放在什么地方，最终黑文纳在发给铸币局的电报中指出，过去发行的多款纪念币上要么没有，要么没有（“自由”），所以他建议把灰熊左边的“E PLURIBUS UNUM”替换成。奥赖利接受他的建议，经施尼尔修改，设计方案先后获美术委员会和财政部认可。接下来，石膏模型由位于纽约的奖章用品公司（Medallic Art Company）缩制成硬币大小的出币毂。

## 设计
钱币学作家安东尼·斯沃泰克（Anthony Swiatek）和沃尔特·布林（Walter Breen）表示，判断海湾大桥半美元到底哪一面是正面基本靠猜，之所以把灰熊这边视为正面只是尊重小阿利·斯拉伯（Arlie Slabaugh, Jr.）和唐·塔克西这些先辈的意见。纪念币发行时，正面的灰熊引来批评，称设计图案是以在金门公园笼子里住了26年的灰熊“君主二世”（Monarch II）为模特儿，这么一头熊根本不适合代表自由，而（“自由”）一词偏偏就刻灰熊的脚下。对此昆汀·戴维·鲍尔斯（Q. David Bowers）在纪念币主题著作中表示，施尼尔曾造访旧金山和奥克兰的动物园观察多种动物，半美元上的灰熊是这些动物的综合体。塔克西指出，艺术家经常用灰熊代表加利福尼亚州，在他看来，施尼尔的创作“异常成功”。硬币正面还有四颗五角星，其中熊的左侧一颗，右侧三颗，这些星星并没有象征意义，而且施尼尔最初的草图上也没有。代表旧金山铸币局的铸币标记位于灰熊前肢左侧，设计师的姓名首字母缩写在灰熊右边。

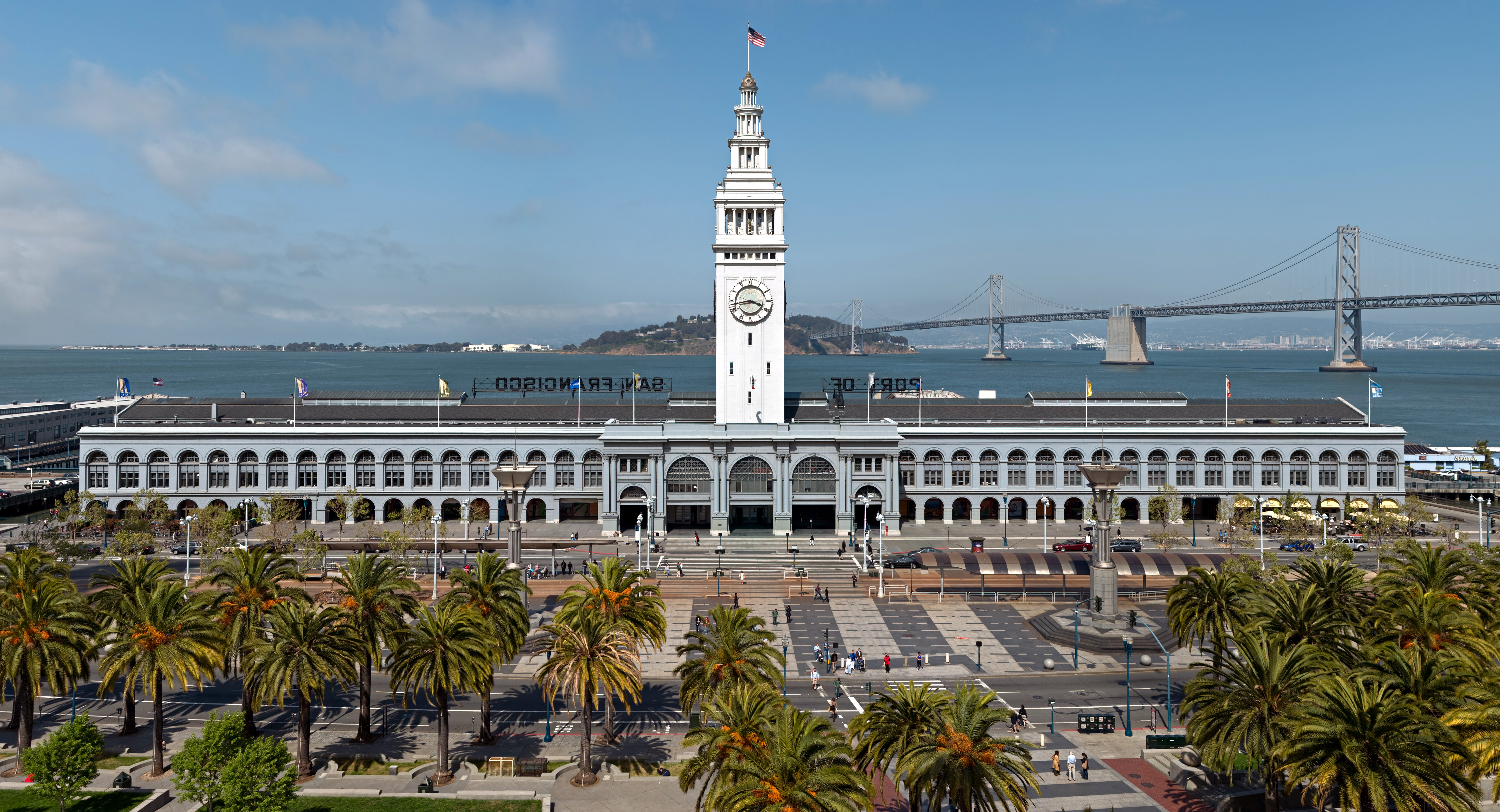
旧金山渡轮大厦，远处背景是海湾大桥。

纪念币另一面是旧金山视角的海湾大桥，并有位于内河码头的渡轮大厦为前景。大桥中段是海湾内的耶尔巴布埃纳岛（Yerba Buena Island），远处还可以看见东湾（East Bay）的伯克利山（Berkeley Hills），海湾内有渡轮和远洋邮轮各一艘。连接耶尔巴布埃纳岛的金银岛属人工建筑，当时尚未建成，所以没有出现在硬币上。此外，图案周围还有桥梁全名（“旧金山－奥克兰海湾大桥”）和铸造年份“1936”环绕。这一面的设计较为复杂，完全没有平整区域。
钱币学家斯图尔特·莫舍（Stuart Mosher）在1940年发行的纪念币主题著作中记录下有关“君主二世”的争议，觉得施尼尔对灰熊的设计构想同加利福尼亚州钻禧纪念半美元（1925年发行）类似，不过在他看来，对于海湾大桥半美元来说，灰熊不及同另一面的桥梁设计重要。斯沃泰克则在著作中称赞这款半美元很“可爱”。美术史学家科尼利厄斯·弗缪尔（Cornelius Vermeule）在1971年出版的美国钱币和奖章主题著作中正面评价海湾大桥半美元，称没有其他任何一款半美元纪念币会用这么大的尺寸来描绘动物或景观。他还表示，自从尼禄在古罗马硬币塞斯特斯上采用奥斯提亚港口图案以来，在硬币上展示港口全貌一直是充满诱惑的钱币设计主题。在他看来，施尼尔以宏大视角展示旧金山至奥克兰间景观的做法，可以同十六、十七世纪钱币和奖章上采用地理图案相提并论。这样的设计充满勇气，无论是在审美还是艺术成就角度都值得赞颂。弗缪尔认为，（硬币上的）灰熊是多种动物（主要是熊）的集合体，它同毛发传达的力量感结合，令人感到凄美进而产生同情。

## 铸造、销售和收藏

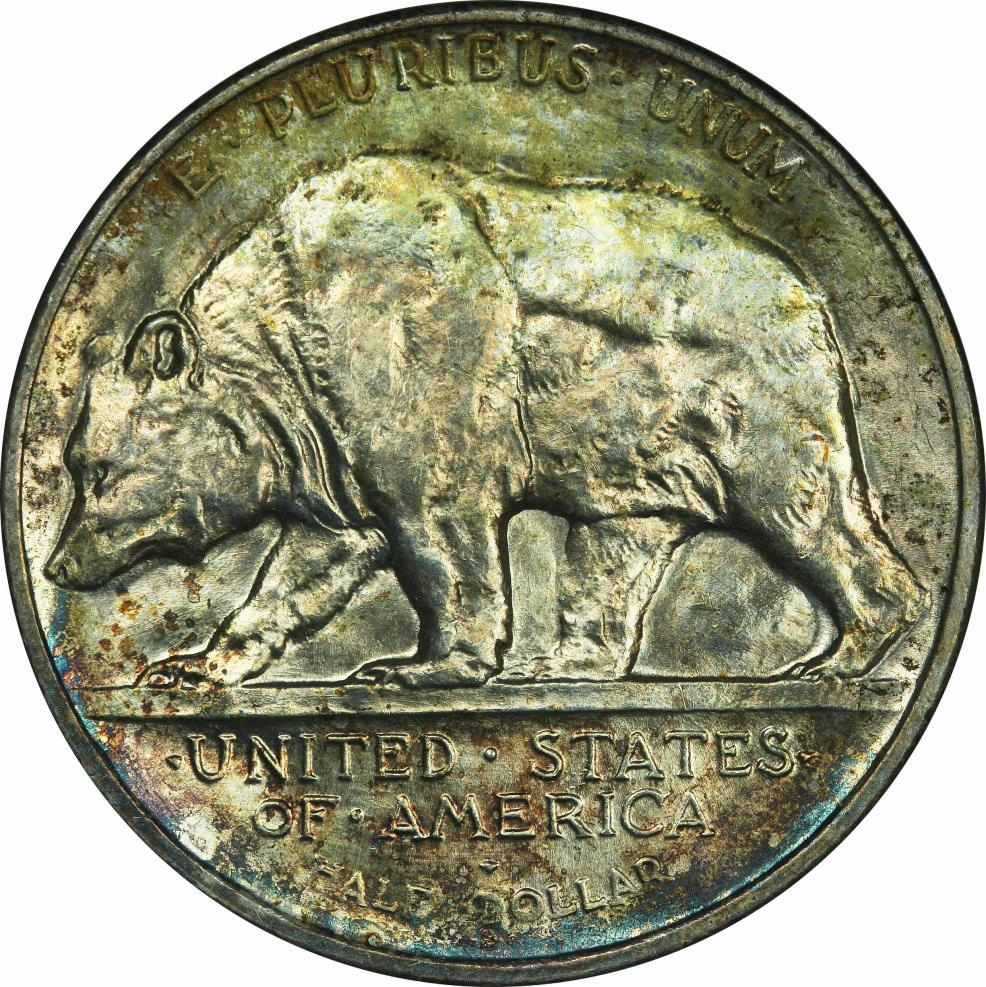
乔·莫拉设计的加利福尼亚州钻禧纪念半美元（1925年发行）上同样刻有灰熊

1936年11月，旧金山铸币局共铸造十万零55枚海湾大桥半美元，其中55枚转送费城铸币局保留，等待来年化验委员会的年度检测。虽然这些纪念币完全相同，但专门用于展示的还是最早出产的两百枚。这两百枚中又有22枚始终没用上，之后附上证书卖给收藏爱好者。国会授权的发行量是二十万枚，实际生产数量只占一半，钱币学作家小阿利·斯拉伯认为此举非常明智，因为收藏爱好者和投资者购买纪念币是为了获利，发行量高的硬币显然不能入他们法眼。旧金山－奥克兰海湾大桥于1936年11月12日揭幕，庆祝活动共持续三天，但纪念币姗姗来迟，通车约一周后才开始销售。硬币分销由人称旧金山清算所协会的多家银行负责，人们也可以向庆典活动组织方位于市场街的办事处邮购，零售价1.65美元，可能有十美分或更多的折扣。大桥入口附近搭有销售摊位，消费者无需下车就能买到，另有来源称大桥的收费站也在出售。无论如何，旧金山－奥克兰海湾大桥半美元都是美国历史上第一种买家无需下车就能直接在路上购买的纪念币。
1937年1月下旬，纪念币发售委员会财务主管劳伦斯·贾尼尼（Lawrence M. Giannini）宣布，海湾大桥半美元将在2月15日后停售，没卖出的会退回铸币局熔毁。此时销售工作已陷入僵局，最终卖出的共有7万1369枚，剩下的2万8631枚送回铸币局熔毁。
1940年，海湾大桥半美元的市场价格依然只有1.5美元，此后才逐渐升值，到1980年美国再度兴起纪念币热潮时一度涨至240美元。1990年，这款半美元的市场价格在120至560美元之间，具体视成色而定。根据理查德·约曼（Richard S. Yeoman）2018年版的《美国钱币指南手册》（A Guide Book of United States Coins），如今这款纪念币视成色而定，价值在145至340美元之间。2004年，一枚成色根据谢尔顿硬币分级标准判定为基本完美的样币以21850美元高价成交。
1986年，为纪念海湾大桥半美元发行五十周年，一千枚采用卡槽和塑料密封包装、并附编号及施尼尔签名的纪念币开始面向钱币经销商发售，其中的硬币都是之前从公开市场上购买，而非过去未卖出的存货。

## 脚注
1. ↑  history.
2. ↑  Bowers，第12–13頁.
3. 1 2  Yeoman，第1068–1077頁.
4. ↑  Swiatek，第304頁.
5. ↑  Senate hearings，第18–23頁.
6. ↑  Flynn，第116頁.
7. ↑  Bowers，第397頁.
8. ↑  Flynn，第356頁.
9. ↑  ngc.
10. ↑  1936 Congressional Record, Vol. 82, Page 5321–5349 (1936-04-10)，可参看此链接 （页面存档备份，存于）
11. ↑  1936 Congressional Record, Vol. 82, Page 5356 (1936-04-10)，可参看此链接 （页面存档备份，存于）
12. ↑  1936 Congressional Record, Vol. 82, Page 8439–8441 (1936-06-01)，可参看此链接 （页面存档备份，存于）
13. ↑  1936 Congressional Record, Vol. 82, Page 5828 (1936-04-21)，可参看此链接 （页面存档备份，存于）
14. ↑  hrbill.
15. ↑  1936 Congressional Record, Vol. 82, Page 8141 (1936-05-27)，可参看此链接 （页面存档备份，存于）
16. ↑  1936 Congressional Record, Vol. 82, Page 8141–8142 (1936-05-27)，可参看此链接 （页面存档备份，存于）
17. ↑  1936 Congressional Record, Vol. 82, Page 9997 (1936-06-18)，可参看此链接 （页面存档备份，存于）}
18. 1 2 3  Bowers，第399頁.
19. ↑  Slabaugh，第131頁.
20. ↑  Taxay，第232–233頁.
21. ↑  Taxay，第v–vi頁.
22. ↑  Taxay，第233頁.
23. ↑  Taxay，第233–235頁.
24. 1 2  brothers.
25. 1 2 3 4  Swiatek & Breen，第25頁.
26. 1 2 3  Bowers，第398頁.
27. ↑  Taxay，第232頁.
28. 1 2  Flynn，第52頁.
29. ↑  Flynn，第51–52頁.
30. 1 2 3 4  Swiatek，第373頁.
31. ↑  Vermeule，第199頁.
32. ↑  Vermeule，第199–200頁.
33. 1 2 3  Flynn，第53頁.
34. ↑  coinsite.
35. ↑  Slabaugh，第130–131頁.
36. ↑  numismatist193703.
37. ↑  Bowers，第400頁.
38. ↑  Yeoman，第1088頁.
39. ↑  Flynn，第54頁.